# فيفالدو فروتا
فيفالدو فروتا (7 ديسمبر 1928 - 16 يناير 2015) سياسي برازيلي ومحامي وأكاديمي. تم انتخاب فروتا لأول مرة نائبًا لحاكم أمازوناس في عام 1987. وأصبح حاكم ولاية أمازوناس في 2 أبريل 1990 بعد أن استقال سلفه الحاكم المنتهية ولايته أمازونينو مينديز للترشح لمجلس الشيوخ الفيدرالي. شغل فروتا منصب الحاكم حتى 15 مارس 1991.
توفيت فروتا بسبب سرطان المعدة في في ماناوس في 16 يناير 2015، عن عمر يناهز 86 عامًا.